# Conde de Tondela

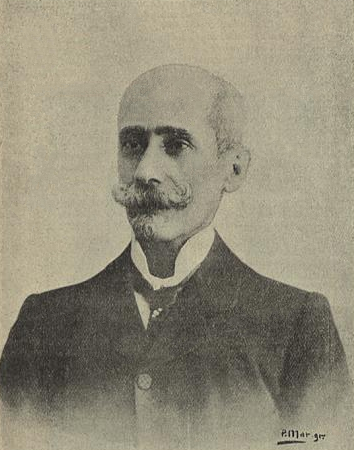
D. José de Aragão da Costa Lacerda da Vitória, 1.º Conde de Tondela

O título de Conde de Tondela foi criado por decreto do rei D. Carlos I de Portugal, datado de 23 de Fevereiro de 1899, a favor de José de Aragão da Costa Lacerda da Vitória, único titular.

## Titulares
1. José de Aragão da Costa Lacerda da Vitória.
O título encontra-se actualmente extinto.